# Ambone dell'Epistola
L'ambone dell'Epistola, conosciuto anche come ambone Rogadeo, è un ambone custodito all'interno del duomo di Ravello.

## Storia e descrizione
L'ambone fu fatto realizzare Costantino Rogadeo, vescovo della diocesi di Ravello, nella prima metà del XII secolo, probabilmente nel 1130; posto originariamente sul lato destro della navata centrale, fu successivamente spostato sulla sinistra.
L'opera, realizzata in marmo, in stile bizantino, presenta due scale d'accesso, unico di questo tipo in Campania, che permettono di raggiungere il lettorino: le gradinate sono delimitate agli angoli da pilastri quadrangolari sulla cui sommità sono scolpiti dei cespi di foglie. Il lettorino, sporgente rispetto al resto della struttura, è decorato nella parte centrale con un'aquila acefala, simbolo dell'evangelista Giovanni, mentre ai lati sono le sculture di zampe di leone e di un bue, a simboleggiare rispettivamente Marco e Luca. I due plutei che fungono da balaustra alle scale sono decorati con un mosaico che raffigura l'episodio di Giona ingoiato e rigettato dalla pistrice, allegoria della morte e della resurrezione di Gesù. Una cornice a motivi vegetali separa i due plutei superiori da quelli inferiori: questi hanno, in una cornice rettangolare, una decorazione a ruote cosmiche in porfido e serpentino realizzati intorno a due dischi dello stesso materiale; lo spazio tra i due plutei è occupato da una nicchia, metafora del sepolcro vuoto di Cristo, decorato alle estremità, sotto il lettorino, da due pavoni, simbolo della vita eterna.